# Glaucosaurus megalops
Il glaucosauro (Glaucosaurus megalops) è un tetrapode estinto, appartenente ai pelicosauri. Visse nel Permiano inferiore (circa 285 milioni di anni fa) e i suoi resti fossili sono stati ritrovati in Nordamerica (Texas).

## Descrizione
Questo animale è noto solo per un cranio parziale con mandibola, e quindi la ricostruzione è puramente ipotetica. Poiché il cranio richiama quello del ben noto Edaphosaurus, si suppone che anche Glaucosaurus fosse un tetrapode fornito di una vela dorsale sorretta dalle spine neurali delle vertebre. Il cranio era piuttosto corto e alto, e possedeva un osso mascellare insolitamente lungo, che si estendeva posteriormente dietro l'orbita. I denti erano grossi e smussati, e non erano presenti denti caniniformi.

## Classificazione
Glaucosaurus megalops venne descritto per la prima volta nel 1915, sulla base di un fossile ritrovato nella formazione Waggoner Ranch in Texas. Si suppone che Glaucosaurus fosse strettamente imparentato con il grande Edaphosaurus, un pelicosauro erbivoro ben conosciuto del Permiano nordamericano. Queste somiglianze includono l'assenza di canini e di una flangia trasversa dello pterigoide.